# 富士フイルムBI秋田
富士フイルムBI秋田株式会社（ふじフイルムビーアイあきた、英語: FUJIFILM BI Akita Corp.）は、秋田県を営業エリアとする富士フイルムビジネスイノベーション製品や各種コンピュータ関連商品の販売・保守を行う会社。秋田県秋田市に本社を置く。

## 概要
1982年10月秋田いすゞ自動車と富士ゼロックス（現・富士フイルムビジネスイノベーション）との業務提携により、秋田いすゞ自動車複写機事業部が誕生。その後、1986年4月に分社化し、秋田富士オーエー株式会社として独立。1990年12月には秋田ゼロックス株式会社に商号変更、さらに2021年4月には現社名に商号変更となった。
富士フイルムビジネスイノベーションの秋田県における県別特約店である。また富士フイルムビジネスイノベーションジャパン秋田支店が本社直轄の営業所として存在する。
スポーツ事業にも力を入れており、2001年12月よりスポーツスクエアの運営を開始。スポーツ選手も所属しており、畠山陽輔が2006年トリノオリンピックノルディック複合代表に選ばれた。また、2004年アテネオリンピック陸上競技4×400mリレー代表だった伊藤友広が所属となった。代表取締役会長であった蒔苗昭三郎はかつて秋田県体育協会会長及び日本バスケットボール協会副会長も務め、現在はBリーグ・秋田ノーザンハピネッツ取締役相談役を兼務していた。

## 沿革
- 1986年（昭和61年）4月21日 - 秋田富士オーエー株式会社として設立。
- 1990年（平成2年）12月 - 秋田ゼロックス株式会社に商号変更。
- 2001年（平成13年）12月 - スポーツスクエアの運営を開始。
- 2010年（平成22年）2月 - 大仙営業所を開設[2]。
- 2021年（令和3年）4月1日 - 富士フイルムBI秋田株式会社に商号変更[3]。

## 本社・営業所
- 本社・秋田営業所 - 秋田市川尻町字大川反170-92
- 大館営業所 - 大館市釈迦内字家下17-1
- 能代営業所 - 能代市浅内字押出152-1
- 横手営業所 - 横手市大屋新町字小松原244
- 由利本荘営業所 - 由利本荘市給人町86
- 大仙営業所 - 大仙市泉町4-28
- 秋田北営業所 - 潟上市天王字持谷地117-39
- 鹿角営業所 - 鹿角市花輪字小深田270-1-C
- スポーツスクエア - 秋田市八橋大畑一丁目8-22

## 所属スポーツ選手

### 現在所属の選手
- スキー
  - 畠山陽輔（ノルディック複合）
  - 大森亘（クロスカントリー）
  - 向川桜子（アルペン）
  - 井川寿美子（クロスカントリー）
  - 中村和司（アルペン）
  - 馬渕源（ジャンプ）

### 過去に所属した選手
- 陸上競技
  - 伊藤友広（トラック）
  - 八鍬政之（ハンマー投）
  - 吉田文代（走幅跳・三段跳）
  - 茂木智子（トラック）
  - 草薙絵梨子（トラック）
  - 竹内昌子（トラック）
- 水泳
  - 山下誠（背泳ぎ）
  - 庄司有太（平泳ぎ）
  - 富樫広之真（自由形）
  - 北本拓也（バタフライ）
- スケート
  - 川田知範（スピードスケート）